# Calgary Challenger 2022
Il Calgary Challenger 2022 è stato un torneo maschile e femminile di tennis professionistico. È stata la 3ª edizione del torneo maschile, facente parte della categoria Challenger 80 nell'ambito dell'ATP Challenger Tour 2022, con un montepremi di 53120 $. È stata la 1ª edizione del torneo femminile, facente parte della categoria W60 nell'ambito dell'ITF Women's World Tennis Tour 2022, con un montepremi di 60000 $. Si è svolto dal 7 al 13 novembre 2022 sui campi in cemento dell'Osten & Victor Alberta Tennis Centre di Calgary, in Canada.

## Torneo maschile

### Partecipanti

#### Teste di serie
| Nazionalità | Giocatore           | Ranking* | Testa di serie |
| ----------- | ------------------- | -------- | -------------- |
| Ecuador     | Emilio Gómez        | 112      | 1              |
| Canada      | Vasek Pospisil      | 121      | 2              |
| Argentina   | Juan Pablo Ficovich | 139      | 3              |
| Australia   | Aleksandar Vukic    | 145      | 4              |
| Germania    | Dominik Koepfer     | 181      | 5              |
| Francia     | Antoine Escoffier   | 215      | 6              |
| Stati Uniti | Brandon Holt        | 218      | 7              |
| Canada      | Alexis Galarneau    | 222      | 8              |

* Ranking al 31 ottobre 2022.

### Altri partecipanti
I seguenti giocatori hanno ricevuto una wild card per il tabellone principale:
- Justin Boulais
- Cleeve Harper
- Jaden Weekes

Il seguente giocatore è entrato in tabellone con il ranking protetto:
- Julian Ocleppo

I seguenti giocatori sono entrati in tabellone come alternate:
- Malek Jaziri
- Max Hans Rehberg

I seguenti giocatori sono passati dalle qualificazioni:
- Maximilian Neuchrist
- Arthur Fery
- Michail Pervolarakis
- Johannes Haerteis
- Alfredo Perez
- Maks Kasnikowski

## Torneo femminile

### Partecipanti

#### Teste di serie
| Nazionalità | Giocatore            | Ranking* | Testa di serie |
| ----------- | -------------------- | -------- | -------------- |
| Stati Uniti | Danielle Lao         | 217      | 1              |
| Hong Kong   | Eudice Chong         | 219      | 2              |
| India       | Karman Thandi        | 220      | 3              |
| Stati Uniti | Sophie Chang         | 233      | 4              |
| Stati Uniti | Robin Montgomery     | 257      | 5              |
| Stati Uniti | Francesca Di Lorenzo | 267      | 6              |
| Stati Uniti | Jamie Loeb           | 271      | 7              |
| Canada      | Catherine Harrison   | 282      | 8              |

* Ranking al 31 ottobre 2022.

### Altre partecipanti
Le seguenti giocatrici hanno ricevuto una wild card per il tabellone principale:
- Kayla Cross
- Alexia Jacobs
- Mia Kupres
- Layne Sleeth

La seguente giocatrice è entrata in tabellone con il ranking protetto:
- Sabine Lisicki

Le seguenti giocatrici sono passate dalle qualificazioni:
- Elysia Bolton
- Teah Chavez
- Carmen Corley
- Ana Grubor
- Martyna Ostrzygalo
- Johanne Svendsen

La seguente giocatrice è entrata in tabellone come lucky loser:
- Choi Ji-hee

## Campioni

### Singolare maschile
Dominik Koepfer ha sconfitto in finale  Aleksandar Vukic con il punteggio di 6–2, 6–4.

### Singolare femminile
Robin Montgomery ha sconfitto in finale  Urszula Radwańska con il punteggio di 7–6(6), 7–5.

### Doppio maschile
Maximilian Neuchrist /  Michail Pervolarakis hanno sconfitto in finale  Julian Ocleppo /  Kai Wehnelt con il punteggio di 6–4, 6–4.

### Doppio femminile
Catherine Harrison /  Sabrina Santamaria hanno sconfitto in finale  Kayla Cross /  Marina Stakusic con il punteggio di 7–6(2), 6–4.